# Łada Samara

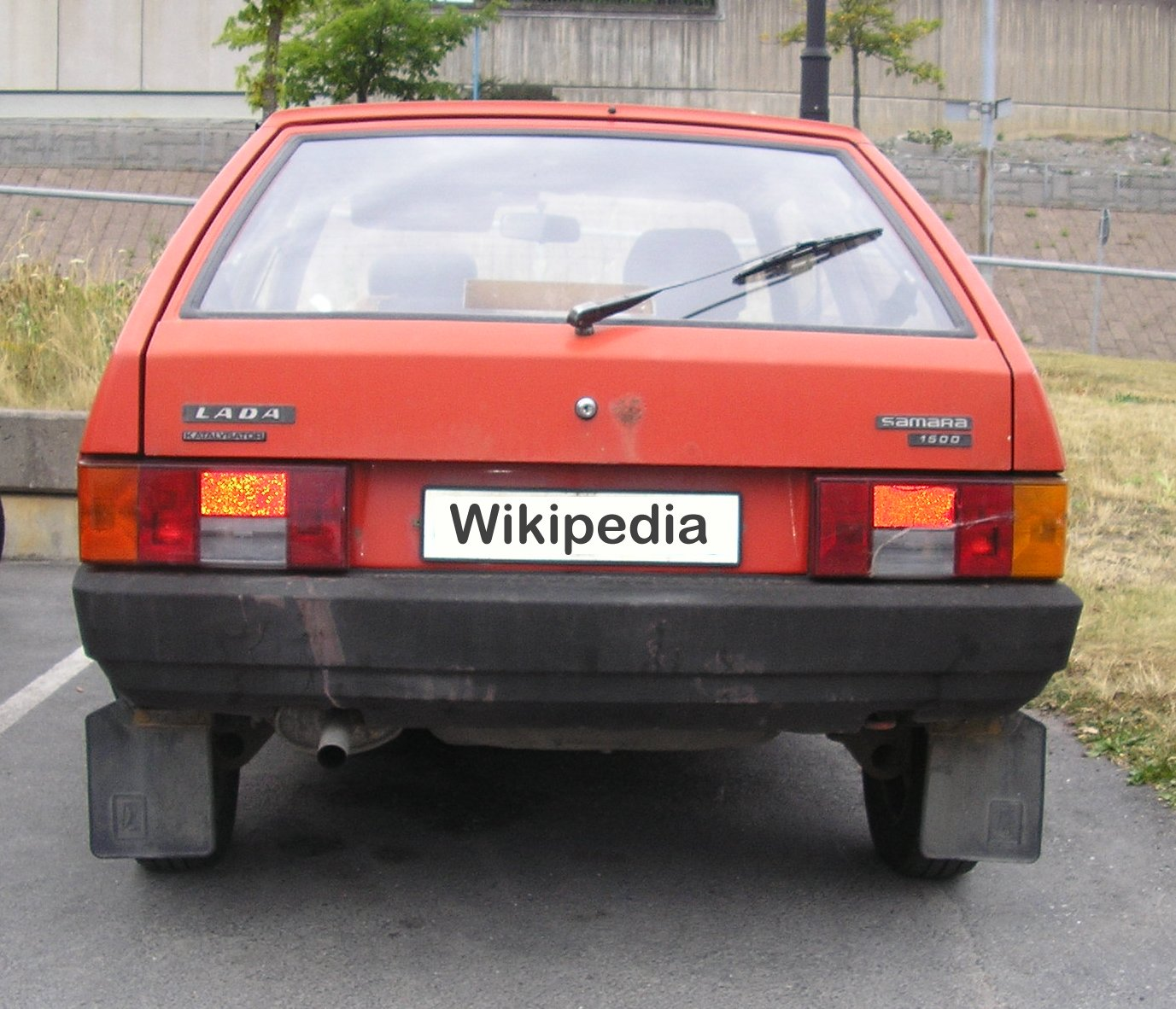
Łada Samara 2108 – tył

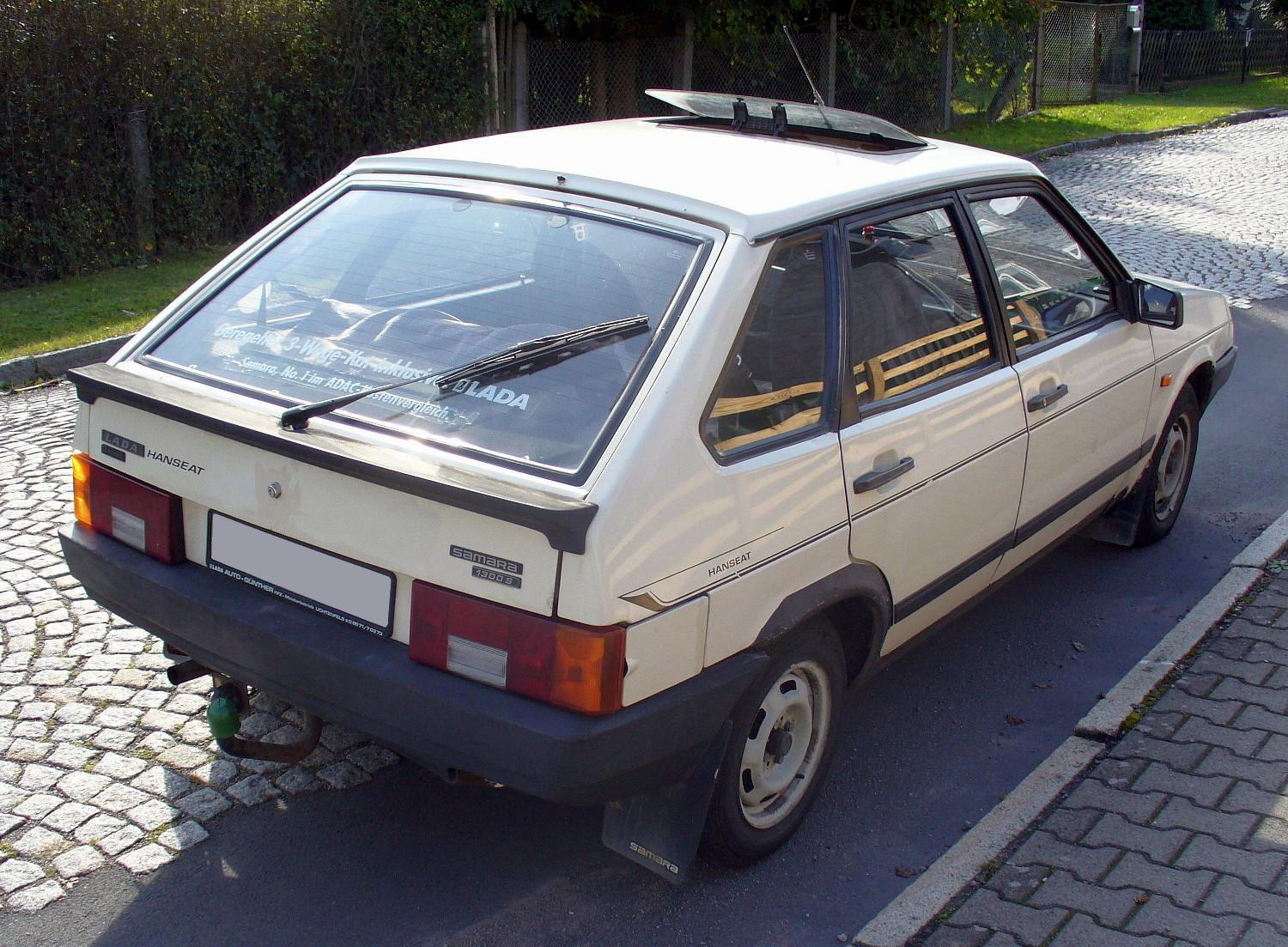
Łada Samara 2109 – tył

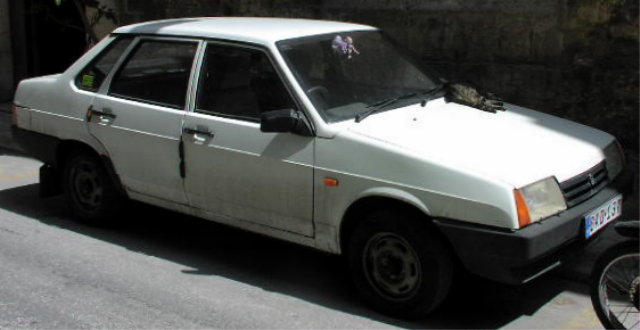
Łada Forma 21099

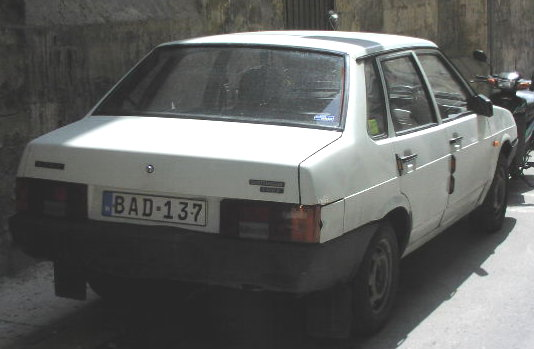
Łada Forma 21099 – tył

Łada Samara – samochód osobowy segmentu C produkowany przez radziecką, następnie rosyjską firmę AwtoWAZ pod marką Łada, a na rynek rosyjski początkowo jako WAZ Sputnik. Sprzedaż trzydrzwiowego modelu uruchomiono w 1984 roku. Produkcję zakończono w 2013 roku.

## Historia i opis modelu
Nowoczesna przednionapędowa Łada Samara miała być hitem Związku Radzieckiego zarówno na rynku zagranicznym, jak i wewnętrznym, zastępując starzejącą się linię „klasyki” (Łada 2101 i pochodne).
Rodzinę zupełnie nowych, nowoczesnych silników 1.1 (55 KM), 1.3 (65 KM) i 1.5 (72–75 KM) zaprojektowano we współpracy z Porsche. Także zarówno konstrukcja podzespołów mechanicznych, jak i nadwozia – „dynamiczna” 3-drzwiowa i od roku 1986 „rodzinna” 5-drzwiowa, później od roku 1990 także sedan 4-drzwiowy – była w momencie debiutu nowoczesna, choć uproszczona i zdecydowanie słabo dopracowana w porównaniu do konkurencji. Dzięki trochę niższej cenie, szybko znalazła wysokie miejsce na rynku tanich aut kompaktowych. Wnętrze wykonano bardzo ubogo i z materiałów o niższej jakości. Generalnie, pomimo poprawnej, nowoczesnej konstrukcji, Samara najwięcej traciła z powodu zastosowania fatalnych materiałów oraz niedbałej produkcji, co odbiło się dosyć szybko na jakości – wskutek braku dbałości o wykonanie i nieprzestrzegania kolejnych wymogów technologicznych. Wiele egzemplarzy miało niedopracowany silnik, zużywający podwyższone ilości paliwa i oleju, trapiony dodatkowo usterkami jego osprzętu i elektryki. Jednak mimo niedokładnego wykonania nadwozia i podatności na korozję, właściciele Samar nie mieli dużych problemów z jego perforacją, dzięki grubym blachom, z jakich go wykonano. Przyczyniało się to, choć w niewielkim stopniu, do poprawy bezpieczeństwa eksploatacji, szczególnie w wersji 3-drzwiowej. Wśród silników najbardziej lubianym był dość ekonomiczny 1.3 (65 KM) (zużycie paliwa ok. 5,5–7,5 l/100 km, dynamiczna jazda 9 l/100 km), a jednocześnie dość dynamiczny – szczególnie w wersji z 5-biegową skrzynią i nadwoziem 3-drzwiowym (przyspieszenie około 16 s do 100 km/h), które dzięki nieco niższej masie kompensowało mniejszą moc. Silnik 1.5 zużywał już znacznie większe ilości paliwa (7,5–9 l/100 km, dynamiczna jazda 10,5 l/100 km) – szczególnie po nie zawsze udanych modernizacjach; w wersji eksportowej od roku 1991 silnik 1.5 z katalizatorem miał już tylko 72 KM, ponadto jednopunktowy wtrysk paliwa ponownie zwiększał zużycie benzyny (sprzedawany głównie na rynek niemiecki). Dopiero w roku 1995 otrzymał on wtrysk wielopunktowy (76 KM), który rzeczywiście zmniejszył zużycie paliwa do poziomu gaźnikowego silnika 1.3. Wariant 1.1 kojarzony wyłącznie z 4-biegową przekładnią, jest spotykany sporadycznie. W latach 1990–1995 samochód cieszył się dużym powodzeniem na rynku wtórnym, ponieważ był on stosunkowo tani w eksploatacji, na co wpływ miała niska cena części oraz spalanie silnika 1.3 oscylujące w granicach 6,5–7,5 litra benzyny na 100 km, zapewniając niezłe przyśpieszenia. Silnik 1.5 (72 KM) miał lepsze przyśpieszenie (około 14 sekund do 100 km/h), natomiast prędkość maksymalna wynosiła 156 km/h z pełnym załadunkiem, około 165 km/h bez obciążenia (w porównaniu do prędkości maksymalnej 145 km/h samochodu 1.3 z nadwoziem 3-drzwiowym i 5-biegową skrzynią biegów z pełnym załadunkiem, bez obciążenia 150 km/h). W latach 1986–1987 na rynek weszła wersja fińska, charakteryzująca się lepszej jakości wykończeniem wnętrza i bardziej odpornym na korozję nadwoziem. Pierwotnie wersja ta miała trzydrzwiowe nadwozie i silnik 1.3 (65 KM). W późniejszych latach, około roku 1995 na rynek weszła również pięciodrzwiowa wersja fińska (Baltic), która była wyposażona we wspomniane już zmodernizowane silniki 1.3i z jednopunktowym wtryskiem paliwa (65 KM) i 1.5i (72 KM). Nowością było wprowadzenie około roku 1996 wielopunktowego wtrysku paliwa, przez co Łada była znów ekonomicznym pojazdem. Odmiana wersji fińskiej Baltic charakteryzowała się znacznie bardziej komfortowym wyposażeniem (m.in. wspomaganie kierownicy, poduszka powietrzna, obrotomierz, halogeny mgłowe, lakier metalic, aluminiowe felgi, lepsze wyciszenie wnętrza).
Model 2108 był produkowany pod marką WAZ/Lada w latach 1984–2003, 2109 w latach 1987–2004, a sedan 21099 w latach 1990–2004.

## Odmiany samochodu Łada Samara
- 2108 – „Sputnik” – 1985 – pierwsza Łada Samara 3-drzwiowy hatchback
  - 21080 – silnik o poj. 1,3l (1984 – 2001)
  - 21081 – silnik o poj. 1,1l (1984 – 1996) (tylko na eksport)
  - 21083 – silnik o poj. 1,5l (1984 – 2001)
  - 21083i – silnik o poj. 1,5l (1993 – 2001) wielopunktowy wtrysk paliwa
  - 21086 – silnik o poj. 1,3l (1990 – 1996) tylko na eksport (dla ruchu prawostronnego)
  - 21087 – silnik o poj. 1,1l (1990 – 1996) tylko na eksport (dla ruchu prawostronnego)
  - 21088 – silnik o poj. 1,5l (1990 – 1996) tylko na eksport (dla ruchu prawostronnego)
  - 2108-91 – silnik VAZ-415 Wankel o pojemności 1,3 l, tylko na eksport (dla ruchu prawostronnego)
  - 2108 Carlota – modyfikacja Łady Samary 2108
  - 2108 Natasha (Kalinka) – kabriolet stworzony na bazie Samary
- 2109 – 1987 – 5-drzwiowy hatchback
  - 21090 – silnik o poj. 1,3 l (1987 – 1997)
  - 21091 – silnik o poj. 1,1 l (1987 – 1996) tylko na eksport
  - 21093 – silnik o poj. 1,5 l (1990 – 2001)
  - 21093i – silnik o poj. 1,5 l (1993 – 2001) wielopunktowy wtrysk paliwa
  - 21096 – silnik o poj. 1,3 l (1990 – 1996) tylko na eksport (dla ruchu prawostronnego)
  - 21097 – silnik o poj. 1,1 l (1990 – 1996) tylko na eksport (dla ruchu prawostronnego)
  - 21098 – silnik o poj. 1,5 l (1990 – 1996) tylko na eksport (dla ruchu prawostronnego)
  - 2109-91 – silnik VAZ-415 Wankel o pojemności 1,3 l, tylko na eksport (dla ruchu prawostronnego)
  - 21093 Baltic – popularna odmiana Lady Samary produkowana w Finlandii, tylko na eksport
- 21099 – 1990 – Łada Forma (Sagona) – 5-drzwiowy sedan skonstruowany na podstawie modelu 2109
  - 210990 – silnik o poj. 1,3 l (1987 – 1997)
  - 210993 – silnik o poj. 1,5 l (1990 – 2001)
  - 21093i – silnik o poj. 1,5 l (1993 – 2001) wielopunktowy wtrysk paliwa
  - 210996 – silnik o poj. 1,3 l (1990 – 1996) tylko na eksport (dla ruchu prawostronnego)
  - 210998 – silnik o poj. 1,5 l (1990 – 1996) tylko na eksport (dla ruchu prawostronnego)
  - 21099-91 – silnik WAZ-415 Wankel o pojemności 1,3 l, tylko na eksport (dla ruchu prawostronnego)
- 1705 – dwuosobowy furgon, wyprodukowany przez WAZ Inter Serwis (WIS)
- 1706 – „Chełnok” – dwuosobowy furgon, produkowany przez WAZ Inter Serwis (WIS)
- 2347 – samochód ciężarowy o półramowej konstrukcji
  - 2347-10 – wersja skrzyniowa bez plastikowej nadbudowy.
  - 2347-12 – wersja skrzyniowa z plastikową nadbudową.
  - 23472 – chłodnia

Wersje wyposażeniowe wszystkich modeli
- -00 Standard
- -01 Norma
- -02 Luks

## Łada Samara II

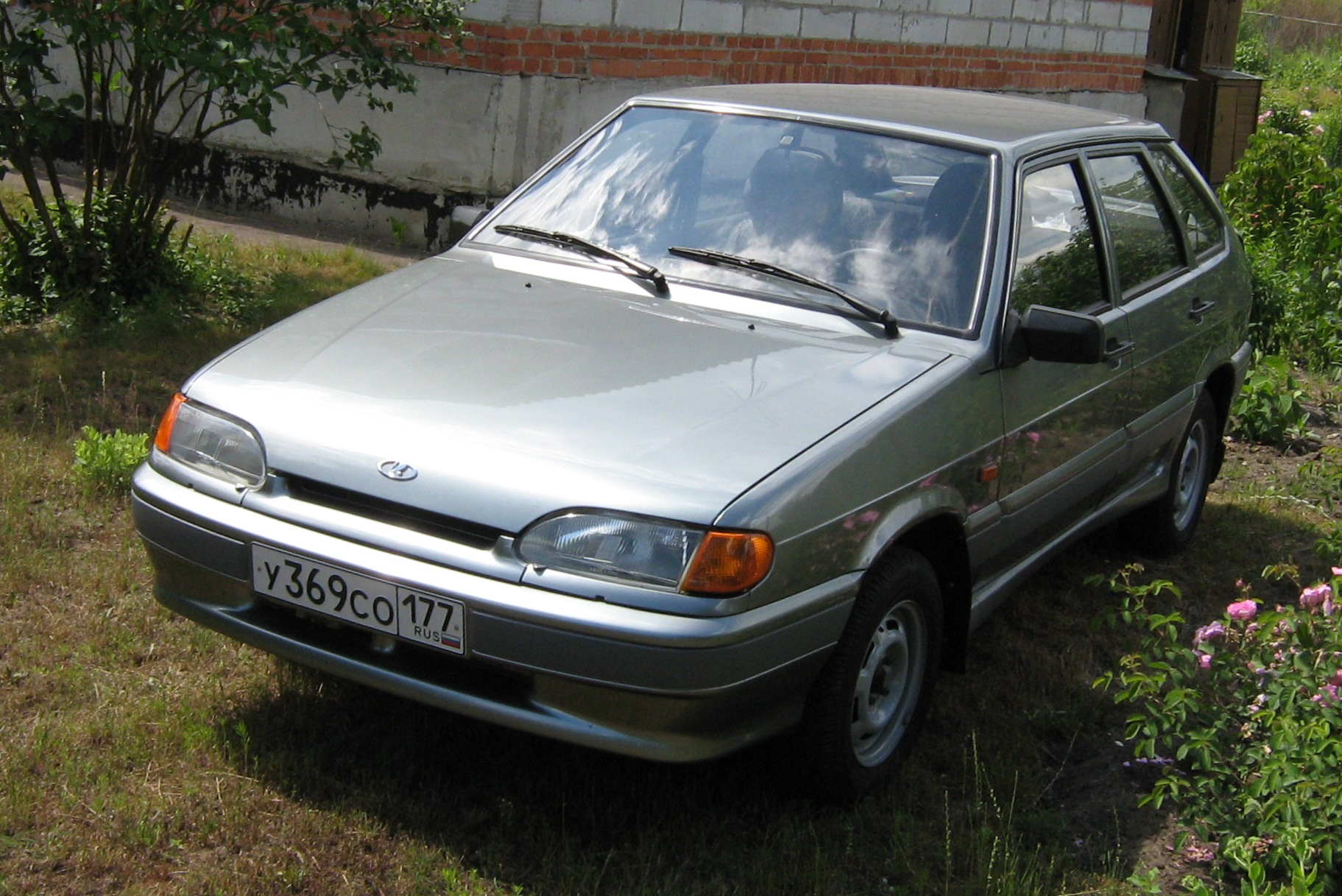
Łada Samara 2 (VAZ-2114) hatchback

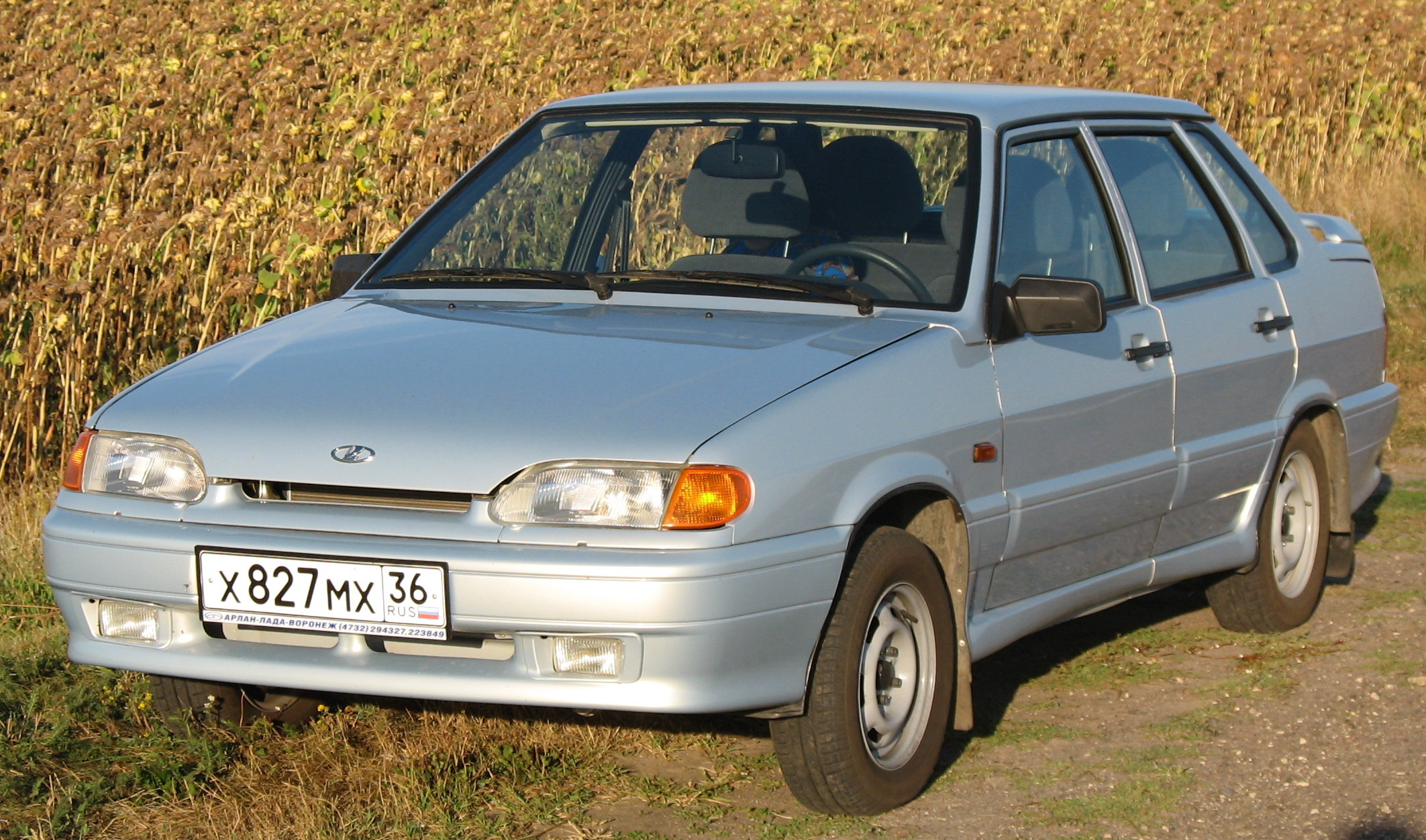
Łada Samara 2 (VAZ-2115) sedan

W roku 1997 zaprezentowano, a w 2000 rozpoczęto produkcje następcy modelu 21099 Forma – model WAZ 2115 (ВАЗ-2115). Samochód jest też znany pod nazwą Łada Samara 2. W stosunku do modelu Forma samochód ma zmieniony przód, tył i wnętrze. W 2000 roku doszedł zmodernizowany 5-drzwiowy hatchback 2114 (na bazie modelu 2109), a w 2004 – 3-drzwiowy 2113. Produkcja zakończyła się w 2010 roku. Samarę II zastąpił model na bazie Renault Logan.